# سيتو (آيتشي)
سيتو مدينة تقع ضمن محافظة آيتشي في اليابان، تأسست في 10/1/1929، بلغ عدد تعداد سكانها في 1 يناير – 2008 حوالي 132311 نسمة مساحتها الإجمالية حوالي 111.61 كم٢ لتصبح كثافة سكانها 1185 نسمة لكل كيلو متر مربع.

## توأمة
لسيتو (آيتشي) اتفاقيات توأمة مع كل من:
- ليموج (18 نوفمبر 2003 - )
- نابل
- إيشيون
- جينغدتشن
- جمهورية الكونغو
- تونس
- فرنسا
- توكونامه

## معرض صور

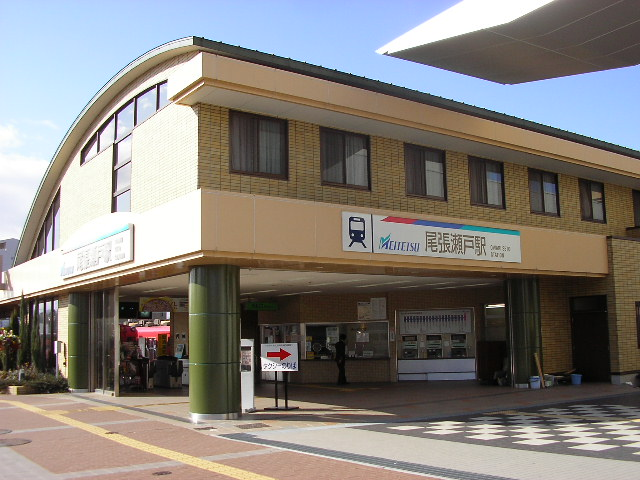
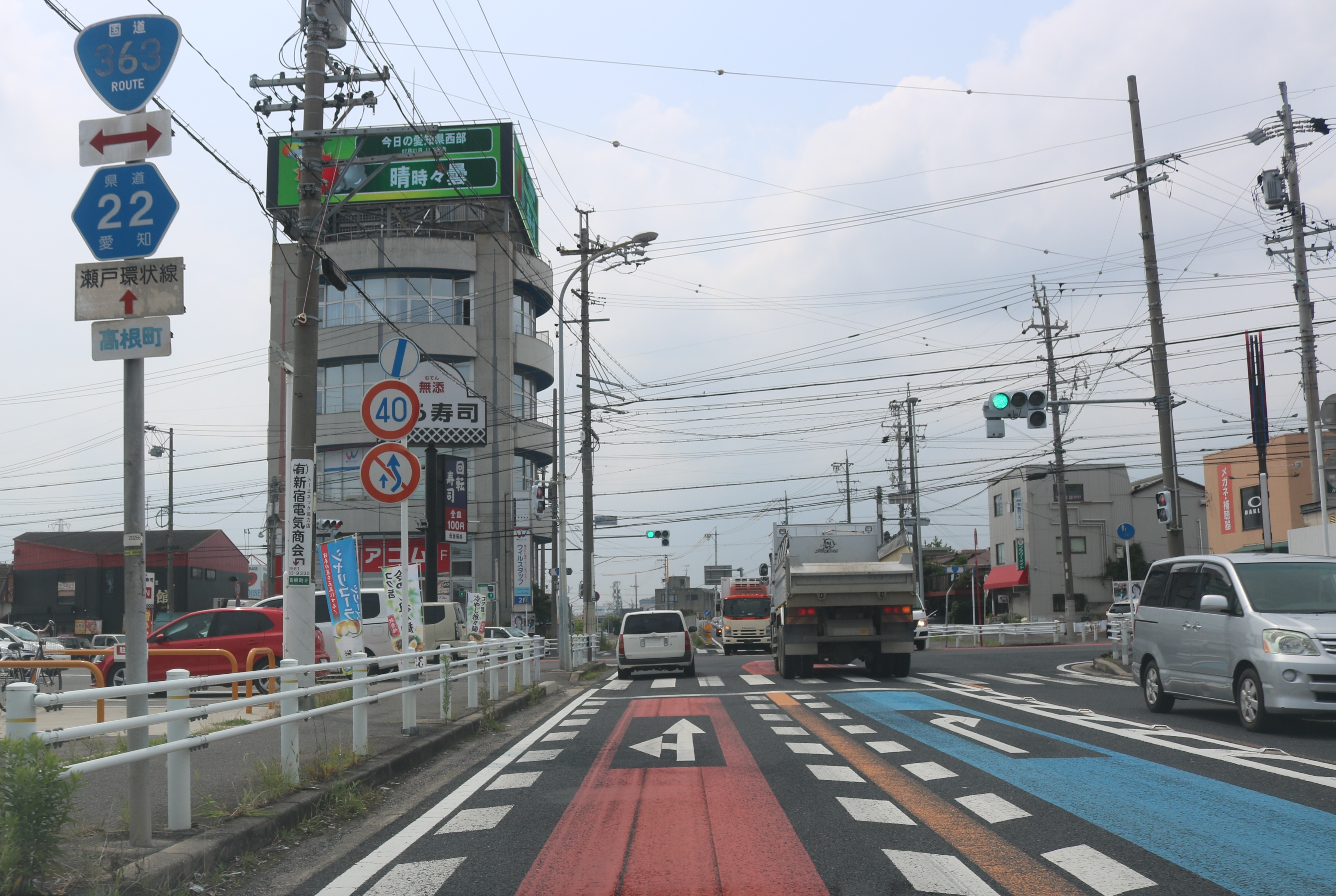
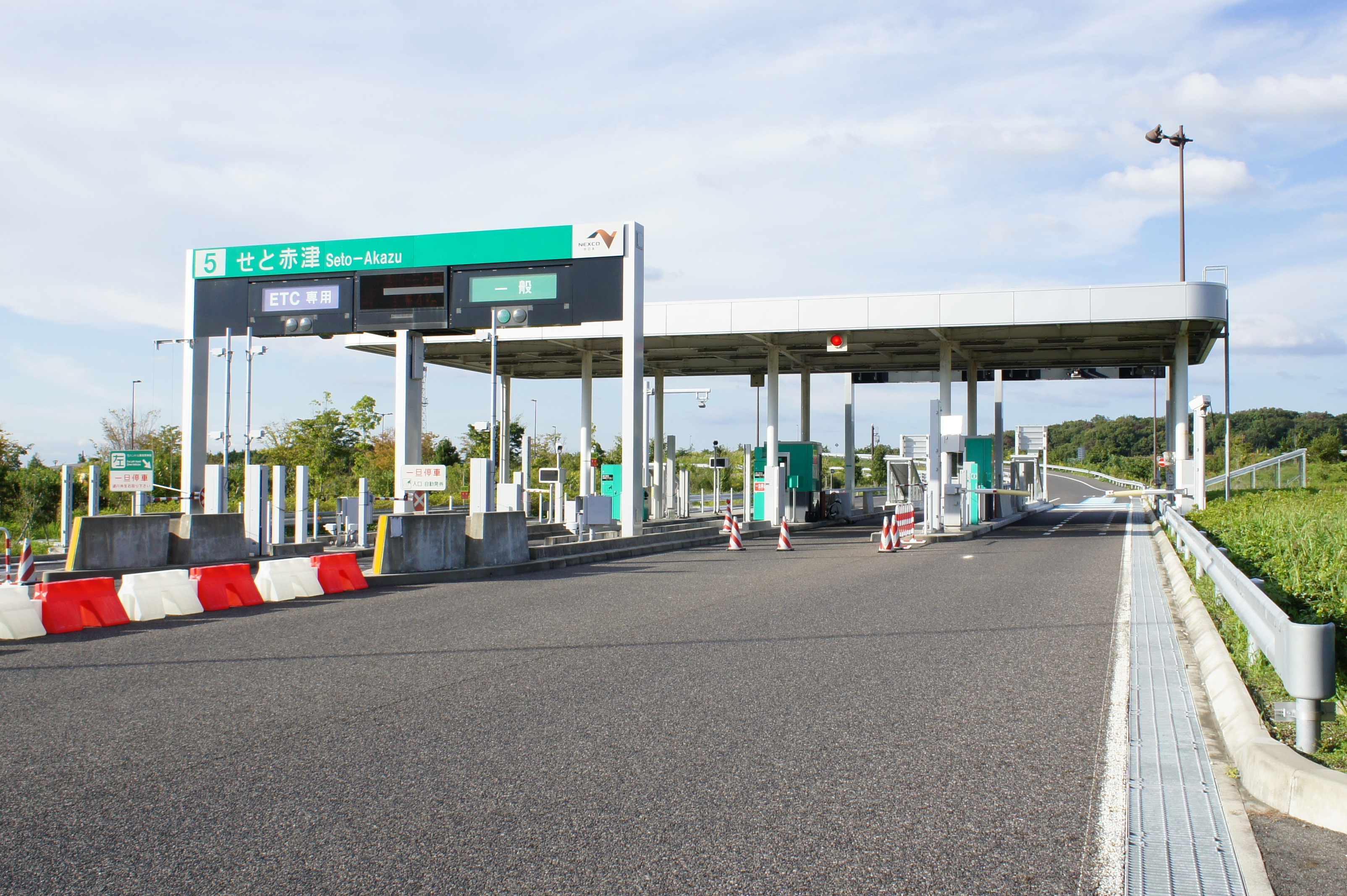

## أعلام
- تورو هاسيغاوا
- هاروكي فوكوشيما